# Il fazzoletto giallo
Il fazzoletto giallo (Shiawase no kiiroi hankachi) è un film del 1977 diretto da Yōji Yamada.
Il film si ispira alla canzone americana Tie a Yellow Ribbon Round the Ole Oak Tree, a sua volta basata su una serie di articoli scritti dal giornalista Pete Hamill per il New York Post nel 1971.

## Trama
Kinya Hanada, un giovane che ha appena acquistato un'auto, parte per un viaggio senza meta nell'isola di Hokkaidō. Durante il tragitto, offre un passaggio ad Akemi Ogawa, una donna con un passato difficile. Insieme, incontrano Yūsaku Shima, un ex minatore appena uscito di prigione dopo aver scontato sei anni per omicidio. I tre intraprendono un viaggio attraverso l'isola, durante il quale emergono gradualmente le storie personali di ciascuno. Yūsaku rivela di aver scritto una cartolina alla sua ex moglie Mitsue, chiedendole di appendere un fazzoletto giallo se desidera rivederlo. 
In fine, con l'arrivo a Yūbari, Yūsaku scopre decine di fazzoletti gialli appesi, segno del perdono e dell'attesa di Mitsue.

## Produzione
Il film è stato prodotto dalla Shochiku e diretto da Yōji Yamada, con una sceneggiatura scritta insieme a Yoshitaka Asama. La storia si basa su un racconto di Pete Hamill, già adattato nella canzone Tie a Yellow Ribbon Round the Ole Oak Tree. Le riprese si sono svolte principalmente nell'isola di Hokkaidō, in Giappone.

## Accoglienza
La critica ha elogiato le interpretazioni degli attori principali, in particolare quella di Ken Takakura nel ruolo di Yūsaku Shima. Il film è considerato un classico del cinema giapponese e ha contribuito a consolidare la reputazione di Yōji Yamada come uno dei principali registi del paese.

## Riconoscimenti
- Mainichi Film Concours 1977
  - Miglior film
  - Miglior regista a Yōji Yamada
  - Miglior sceneggiatura a Yōji Yamada e Yoshitaka Asama
  - Miglior attore a Ken Takakura
  - Miglior colonna sonora a Masaru Satô
  - Miglior sonoro a Hiroshi Nakamura
- Awards of the Japanese Academy 1978[2]
  - Miglior film
  - Miglior attore a Ken Takakura
  - Miglior attore non protagonista a Tetsuya Takeda
  - Miglior attrice non protagonista a Kaori Momoi
  - Candidatura a Miglior attrice a Chieko Baishō
- Blue Ribbon Awards 1978
  - Miglior film
  - Miglior regista a Yōji Yamada
  - Miglior attore a Ken Takakura
  - Miglior attrice non protagonista a Kaori Momoi

## Remake
È stato successivamente adattato in altri paesi, tra cui l'India con il film Yathra (1985) e gli Stati Uniti con The Yellow Handkerchief (2008).